# This Romantic Tragedy
This Romantic Tragedy war eine Post-Hardcore-Band aus Las Vegas, Nevada, USA.

## Geschichte

### Gründungsphase
Gegründet wurde This Romantic Tragedy im Jahr 2004 von den beiden Gitarristen David Diaz und Kyle Huender. Allerdings musste die Gruppe bis 2007 warten, ehe sie bereit war erste Konzerte zu spielen und CDs aufzunehmen. Die Musiker Mark Neuhardt (Schlagzeug), Jay Cammilleri (Gesang) und Carlin Leavitt (Bass) stießen Anfang 2007 zu den beiden Musikern.
Mitte 2007 nahm die Gruppe ihre 5-Track-EP Aetherlie auf und veröffentlichte diese. Mit Gabe Centeno (Keyboard) stieß ein weiterer Musiker zu This Romantic Tragedy.
2008 folgte die zweite EP, die unter dem Titel Like Drama, Like Karma herausgebracht wurde. Die Band erreichte schnell eine Fanbase in der lokalen Musikszene. Bei Extreme Thing 2008 hatte die Gruppe einen Spot. This Romantic Tragedy spielte gemeinsam mit Chiodos, Pennywise und Escape the Fate. Es folgten erste Konzerte in den Nachbar-Bundesstaaten Utah, Arizona und Kalifornien was den Bekanntheitsgrad der Band weiter steigerte. This Romantic Tragedy gewann einen Slot auf der Taste-of-Chaos-Tour 2009. In Las Vegas war die Gruppe Opener für Bring Me the Horizon, Thursday und Pierce the Veil.

### Trust in Fear und Tragic Hero Records
Im Januar 2009 zog sich die Gruppe ins Studio zurück, wo die Arbeiten an der neuen EP begannen. In den Bluelight Studios in Phoenix, Arizona arbeitete die Gruppe mit Cory Spotts, welcher bereits mit Blessthefall, Greeley Estates und Job for a Cowboy an Albumproduktionen mitwirkte, an der Scheibe, die den Namen Trust In Few trägt. Auf der sozialen Plattform MySpace postete die Gruppe Songs, woraufhin die Band nationale Bekanntheit erlangen konnte. Beim Extreme Thing 2009 wo die Gruppe einen Spot mit Silverstein und Bad Religion hatte, wurde die EP offiziell veröffentlicht. Außerdem verpflichtete die Gruppe den Manager Stewart Teggart.
Im Juni 2009 nahm Tragic Hero Records This Romantic Tragedy unter Vertrag. Es folgte eine Mini-Tour mit Confide und Of Machines (Rise Records). Am 26. Juni 2009 veröffentlichte die Gruppe ihr erstes Musikvideo (The Worst Part Is Waking Up), welches von Daniel Chesnut produziert wurde. Kurz darauf verließen Carlin Leavitt und Gabe Centeno die Gruppe. Centeno wollte sich auf seine schulische Laufbahn konzentrieren. Brian Sims wurde Sessions-Musiker, sodass die Gruppe mit Confide, Agraceful und Memphis May Fire touren konnte. Am 22. September 2009 wurde die EP Trust In Fear als Digitalversion neu veröffentlicht. Diese hat ein neues Artwork-Design und verfügt das Debütvideo der Gruppe.

### Trennung mit Jay Cammilleri
Die Gruppe musste ihre Thriller-Tour nach einigen gespielten Konzerten absagen, da This Romantic Tragedy ihren Sänger Jay Cammilleri aus der Band geworfen haben. Die Gruppe reiste zurück nach Las Vegas um einen neuen Sänger zu suchen. Ein offizielles Statement der Gruppe für den Rauswurf Cammileris gibt es nicht. Gitarrist Kyle Huender schrieb in einem Blog, dass es mehrere Gründe gegeben habe, die zu der Entscheidung Cammilleri aus der Band zu kicken gegeben habe.

„Things began to get horribly out of control with him (Cammilleri) and we had no other choice but to let go of our singer for our own safety and for the best for the band.“

### Neuformierung
Im Januar 2010 gab This Romantic Tragedy über Twitter bekannt, dass die Gruppe drei neue Musiker für die Gruppe gefunden habe und mit Joel Piper nach Fresno, Kalifornien fahren wolle, um dort mit den neuen Musikern drei Demos aufzunehmen. Im März 2010 spielte die Gruppe ein Comeback-Konzert in Las Vegas vor ausverkauftem Publikum. Die neuen Musiker sind Sean Neumann (Gesang, Call It Karma), Chad Dague (Screamings) und Evan Evis (Bassgitarre). Im Juni 2010 wurde die Gruppe bei Outerloop Management unter Vertrag genommen, wo sie von Matthew Stewart (er repräsentiert u. a. We Came as Romans und The Word Alive) und Yogi Allgod (u. a. Repräsentant von Darkest Hour und Ivoryline) repräsentiert wird. Danach tourte This Romantic Tragedy mit I Am Ghost und We Are Defiance.
Zwischen September und Oktober des Jahres 2010 verbrachte die Gruppe in den Machine Stop Studios in Weehawken, New Jersey. Dort arbeitete die Band mit Will Putney, der mit Four Year Strong, For Today und Suicide Silence zusammenarbeite, an ihrem Debütalbum. Das Album enthält die drei Demos und den Song You´re Just A Trend bei dem Joel Piper (Confide) Gastsänger ist. Reborn stieg am 28. Mai 2011 auf Platz 26 der Billboard-Heatseekers-Charts ein und hielt sich dort eine Woche.
Das Album erschien am 10. Mai 2011 via Tragic Hero Records und heißt Reborn. Es folgte eine Tour mit Too Late the Hero und Memphis May Fire durch die USA und Kanada. Auch eine Tour mit Attila folgte 2011. Ende 2011 verließen Huender und Evis die Gruppe. Das Jahr 2012 beginnt mit einer weiteren USA-Tour mit We Are Defiance, The Last of Our Kind und Speaking the Kings, die den Namen „New Year to Fear“ trägt und mit einem Auftritt auf dem Extreme Thing 2012 in Las Vegas am 31. März 2012 enden wird. Dort wird This Romantic Tragedy auf der „vitaminwater-Stage“ gemeinsam mit Alesana, Falling in Reverse, The Black Dahlia Murder, All Shall Perish, The Word Alive und Of Mice & Men spielen wird.

### The Illusion of Choice
Inzwischen hat Tragic Hero Records die Gruppe nicht mehr unter Vertrag. Nachdem es eine längere Zeit still um die Band war, wurde bekannt, dass die Musiker an dem Nachfolger von Reborn schreiben. Die EP trägt den Titel The Illusion of Choice und erschien am 19. November 2013 vorerst auf digitaler Ebene. Die Gruppe hat die Produktion komplett aus eigener Tasche finanziert. Kurz darauf löste sich die Band auf.

## Diskografie

### EPs
- 2007: Aetherlie (Eigenproduktion)
- 2008: Like Drama, Like Karma (Eigenproduktion)
- 2009: Trust In Fear (Eigenproduktion, unter Tragic Hero Records neu veröffentlicht)
- 2013: The Illusion of Choice (Eigenproduktion)

### Alben
- 2011: Reborn (Tragic Hero Records)